# Poecilmitis penningtoni
Poecilmitis penningtoni är en fjärilsart som beskrevs av Riley 1938. Poecilmitis penningtoni ingår i släktet Poecilmitis och familjen juvelvingar. IUCN kategoriserar arten globalt som sårbar. Inga underarter finns listade i Catalogue of Life.